# زمین‌لرزه ۱۴ آوریل ۱۹۲۸ بلغارستان
زمین‌لرزه بلغارستان  در تاریخ ۱۴ آوریل ۱۹۲۸ میلادی، برابر با ‎۲۵ فروردین ۱۳۰۷، ساعت ۹:۰۰:۰۱ به زمان یوتی‌سی در بلغارستان رخ داد. ژرفای این زلزله ۱۵ کیلومتر بود. بزرگی آن ۶٫۸ در مقیاس ریشتر اعلام شده‌است. زمین‌لرزه به وقت محلی در روز شنبه، ساعت ۱۱ روی داده و منطقه زمانی آن یوتی‌سی +۲ بوده‌است (با لحاظ تغییر ساعت تابستانی).
سازمان زمین‌شناسی آمریکا نیز جای این زمین‌لرزه را در مختصات ۴۲°۱۲′شمالی ۲۵°۱۸′شرقی / ۴۲٫۲°شمالی ۲۵٫۳°شرقی و بزرگی آنرا برابر با ۶٫۸ در مقیاس ریشتر اعلام کرده‌است. ژرفای گزارش شده از سوی این سازمان ۷ کیلومتر می‌باشد.
شمار کشتگان زلزله حدود ۱۰۷ نفر بوده‌است.تعداد زخمیان ۷۰۰ نفر برآورده شده‌است.